# Терьян, Лилит
Лилит Терьян (арм. Լիլիթ Տերյան, перс. لیلیت تریان‎, англ. Lilit Teryan; 31 декабря 1930, Тегеран, Иран — 7 марта 2019, Тегеран, Иран) — иранский скульптор армянского происхождения, профессор скульптуры Тегеранского университета. Известна как «мать современной иранской скульптуры».

## Биография
Терьян родилась 31 декабря 1930 года в Тегеране. Её предки были вывезены с Араратского нагорья шахом Аббасом в XVII веке и переселены в иранский город Джульфа.
Лилит Терьян жила в Надери, модном районе Тегерана, кафе которого часто посещали иранские интеллектуалы, писатели и художники. Семья Терьян давно интересовалась искусством. Мать Лилит, Парандзем Ованесян, была любительницей искусства и училась живописи во Франции. Её отец, Айк Терьян, был высокопоставленным чиновником в государственном банке Ирана Melli Iran. Однако интерес к литературе и археологии также подтолкнул его к тому, чтобы стать художником-любителем.
Это семейное наследие позволило юной Лилит с раннего возраста сосредоточиться на изучении искусства. Как только она пошла в школу, её родители наняли художника, чтобы тот давал дочери частные уроки на дому.
Окончив среднюю школу, Лилит Терьян решила поступить на факультет живописи в Тегеранском университете, но не сдала вступительный экзамен. Прежде чем попытаться сдать экзамен во второй раз, она решила пойти на художественные курсы. После усердного обучения её приняли на факультет изящных искусств университета, одной из самых престижных художественных школ на Ближнем Востоке 1950-х годов.
Примерно в то же время начинающий художник увидел в ирано-армянской ежедневной газете «Алик» рекламу об организации во Франции, оказывающей помощь армянам, желающим учиться в Париже. В 1952 году, проучившись всего лишь год в Тегеранском университете, Терьян переехала в Париж и начала готовиться к вступительным экзаменам в одну из самых престижных художественных школ мира – Парижскую школу изящных искусств.

Терьян все ещё хотела поступить на специальность по живописи, но для сдачи вступительного экзамена ей нужно было также получить некоторые знания в области скульптуры. Она прошла курс скульптуры в академии Гранд Шомьер в Париже, где впервые обнаружила в себе страсть к созданию трёхмерного искусства. После этого открытия Терьян решила выбрать новый путь и подала заявку на получение специальности в области скульптуры. 

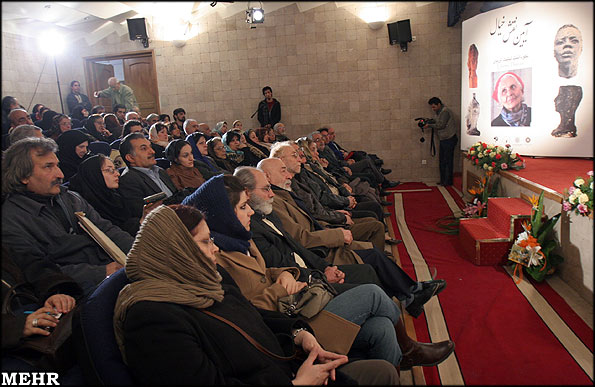

В 1960 году Терьян вернулась в Иран с намерением поделиться своими знаниями со следующим поколением. Она начала преподавать искусство в средних школах Тегерана. Через три года она познакомилась с группой иранских художников, которые учились в Европе, полных решимости основать академию современного искусства для студентов университетов. К тому времени Терьян уже получила известность в Иране благодаря своим методам преподавания. Хушанг Каземи, известный иранский графический дизайнер, который также учился в Парижском университете изящных искусств, предложил Терьян возглавить отделение скульптуры на факультете декоративного искусства Тегеранского университета.
Лилит Терьян сосредоточила свою энергию и опыт, приобретенные во Франции, на обучении молодых иранских художников. Когда она начала свою преподавательскую карьеру, ее методы были крайне необычны в Иране. Преподавание занимало большую часть её времени и в течение 20 лет своей карьеры она сосредоточилась на постоянном развитии и дополнении своей методологии обучения скульптуре.
В 1969 году она снова вернулась в изящные искусства, чтобы обогатить свой художественный опыт, а в 1975 году она использовала свой творческий отпуск, чтобы поехать в США и посетить академии скульптуры. Из этой поездки она вернулась со смелой идеей создать на своем факультете литейную мастерскую. Эта мастерская стала первой мастерской по литью металла для студентов-художников в Иране.
Когда произошла революция 1979 года, она была известным профессором скульптуры в самой важной художественной школе Ирана — факультете изящных искусств Тегеранского университета. Несмотря на свою известность в кругах иранской художественной сцены, она, как и многие другие местные художники, была вынуждена прекратить обучение студентов из-за запрета на преподавание скульптуры. Однако увольнение с работы не положило конец её педагогической карьере и не помешало ей заниматься искусством.
В тот год, когда революция изменила все аспекты жизни в Иране, Терьян превратила дом своего отца в центре Тегерана в скульптурную мастерскую. Там она продолжала создавать скульптуры и обучать немногих молодых художников, преодолевших послереволюционные ограничения.
Аббас Машхадизаде, известный иранский художник и студент Терьян в Тегеранском университете, однажды сказал: «Терьян никогда не была замужем, но родила много детей. Все ее ученики были как ее дети. Следующие поколения иранских художников будут гордиться тем, что в этой стране есть кто-то вроде Терьяна. Горжусь учителем, который воспитал таких всемирно известных художников, как Хоссейн Зендеруди, Фарамарз Пиларам, Мансур Гандриза, Массуд Арабшахи и многих других».